# 愛知県道395号東三河臨海公園線
愛知県道395号東三河臨海公園線（あいちけんどう395ごう ひがしみかわりんかいこうえんせん）は、愛知県豊川市内を通る一般県道。

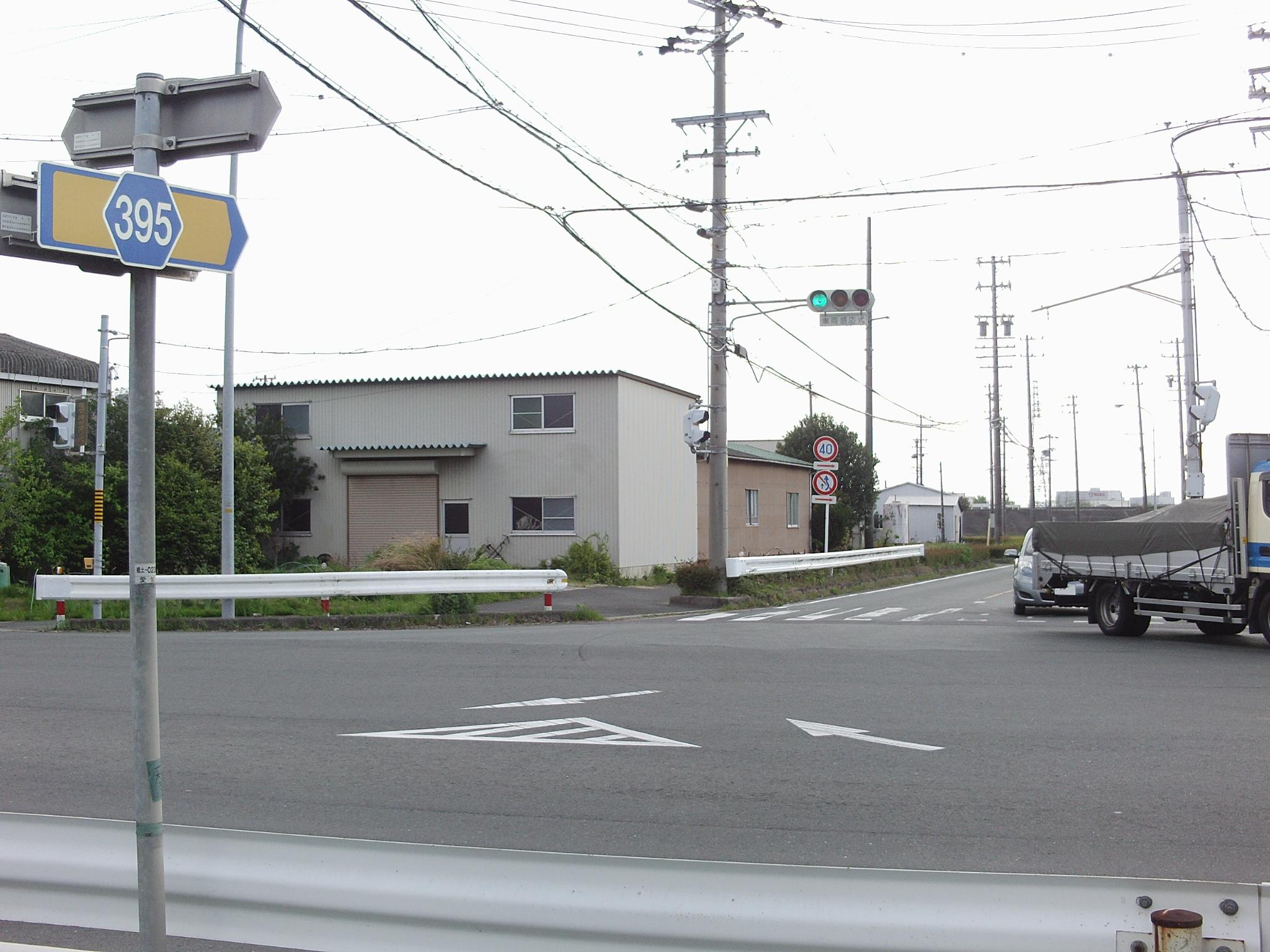
終点側。自動車交通量の多い蒲郡街道と合流し、ひっきりなしに自動車が流れる。交通渋滞時の抜け道としての性格は強い。

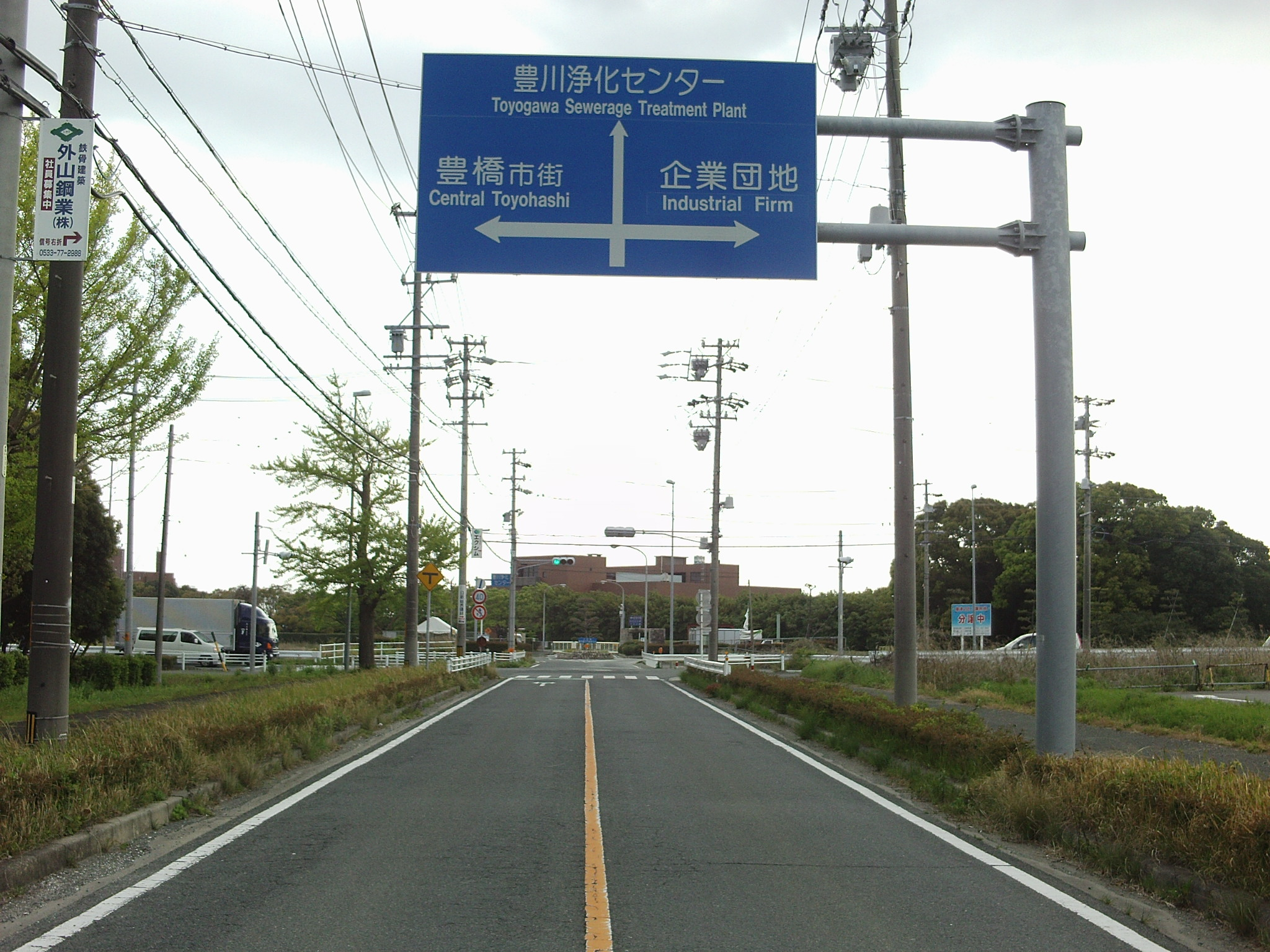
起点の東三河臨海公園側。埋立地である。画像奥の施設は豊川浄化センター。

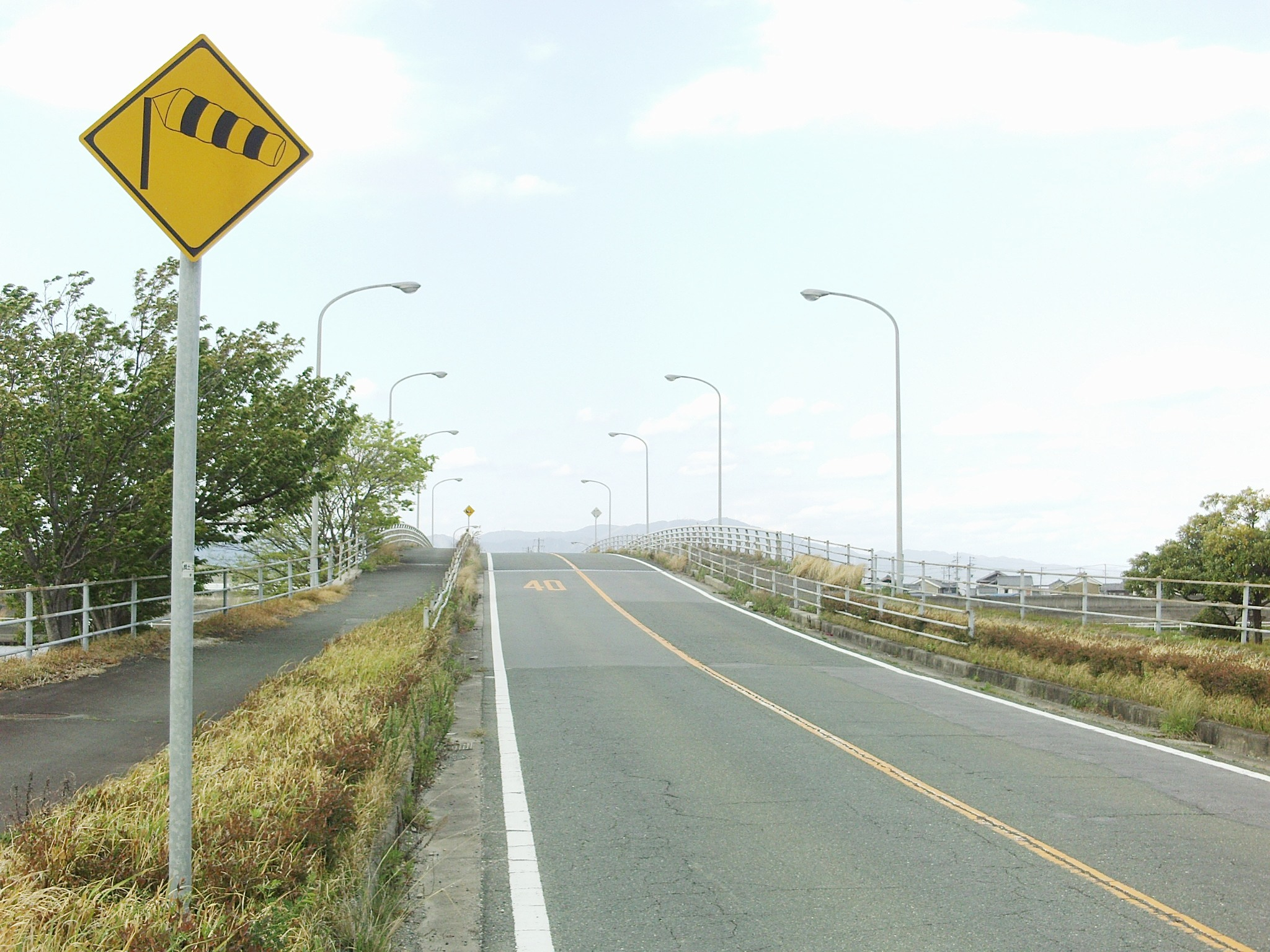
佐脇大橋の横風注意。

## 概要

### 路線データ
- 起点：東三河臨海公園
- 終点：愛知県豊川市御津町下佐脇（国道23号交点）
- 延長：約650m

## 沿革
- 1976年3月10日　認定

## 通行上の注意
- 佐脇大橋で上り下りともに7パーセントの勾配あり。臨海地域にあり吹きさらしのため横風注意。

## 通過する自治体
- 愛知県
  - 豊川市

## 接続する道路
- 国道23号（臨海公園交差点）

## 周辺
- 三河臨海緑地・ミニチュア日本列島
- 豊川浄化センター